# Trina Gulliver
Catrina Elizabeth „Trina“ Gulliver MBE  (* 30. November 1969 in Leamington Spa, Warwickshire) ist eine englische Dartspielerin mit dem Spitznamen „Golden Girl“.
Die mehrfache Siegerin der World Professional Darts Championship galt als weltweit dominierende Spielerin im Dartsport. Sie spielte für die British Darts Organisation (BDO).

## Privatleben
Im Jahr 1994 heiratete sie Paul Gulliver; die Ehe wurde 2005 geschieden. Bis Sommer 2010 lebte sie in der kleinen Stadt Southam in Warwickshire gewohnt, in derselben Stadt, in der auch Steve Beaton, ein weiterer Sieger der World Professional Darts Championship, wohnt.
Seit 2022 ist Gulliver mit Nicole van Gils verheiratet. Mit ihr lebt sie im Ort Cheddar in Somerset.

## Karriere

### 1997–2007: Unangefochtene Nummer eins mit sieben WM-Titeln
Trina Gullivers Profidartkarriere begann im Jahr 1997 mit einem Viertelfinaleinzug beim WDF World Cup. Beim WDF Europe Cup ein Jahr später zog sie dann sogar ins Halbfinale ein, welches sie gegen die Nordirin Denise Cassidy verlor. Beim World Masters einen Monat später unterlag sie erst im Finale Karen Lawman.
1999 sollte Gulliver dann ihre ersten Titel bei der BDO gewinnen. Bereits im Februar siegte sie bei den Dutch Open und im Oktober gewann sie den Einzeltitel beim WDF World Cup nach 4:3 über Francis Hoenselaar. Beim World Masters unterlag sie jedoch im Finale ebendieser mit 1:3.
Im September 2000 erspielte Gulliver sich ebenfalls den Einzeltitel beim WDF Europe Cup und konnte auch einen Monat später erstmals das World Masters gewinnen. Nachdem sie im Halbfinale Denise Cassidy mit 3:0 ausschaltete bezwang sie im Finale ihre Rivalin Francis Hoenselaar mit 3:1.
Im Januar 2001 wurde erstmals bei einer BDO World Darts Championship auch ein Damenturnier ausgetragen. Es umfasste vier Teilnehmerinnen und Gulliver bezwang zunächst erfolgreich Crissy Manley mit 2:0 in Sätzen, bevor sie im Finale nach 2:1-Erfolg über Mandy Solomons den ersten Damenweltmeistertitel überhaupt einstrich. Damit verbunden war ein Preisgeld von £ 4.000.
Im darauffolgenden Jahr 2001 schied sie dann aber sowohl beim WDF World Cup als auch beim World Masters im Achtelfinale aus.
Für die BDO World Darts Championship 2002 wurde das Teilnehmerfeld auf acht erhöht. Zunächst schlug Gulliver in einer Neuauflage des ersten WM-Finals Mandy Solomons mit 2:0, bevor sie sich gegen die damals noch für Belgien antretende Vicky Pruim mit 2:1 durchsetzte. Im Finale traf sie dann auf die Zweitgesetzte Francis Hoenselaar und gewann nach einem 2:1 ihren zweiten Weltmeistertitel.
Bei der World Darts Trophy im September 2002 scheiterte Gulliver im Viertelfinale an Anne Kirk. Den WDF Europe Cup beendete sie sogar noch früher: in der Runde der letzten 32 unterlag sie der Siegerin des WDF Europe Cup Youth Anastassija Dobromyslowa. Dafür konnte Gulliver im Oktober erneut das World Masters gewinnen, wofür sie im Finale mit 4:1 gegen Karen Lawman gewann.
Bei der BDO World Darts Championship 2003 war Gulliver an der Position zwei gesetzt. Ihre Erstrundengegnerin Dawn Standley konnte ihr zwar einen Satz abknöpfen, Gulliver gewann aber dennoch mit 2:1. Im Halbfinale gab sie dann gegen Mieke de Boer wieder keinen Satz ab und zog bei der dritten Damen-WM in ihr drittes Finale ein. Und auch hier gewann Gulliver mit 2:0 gegen Anne Kirk und blieb weiterhin unangefochtene Weltmeisterin.
Im Jahr 2003 erspielte sich Gulliver bei jedem Profiturnier, an dem sie teilnahm, den Sieg. Zunächst gewann sie die World Darts Trophy mit 3:1 gegen Francis Hoenselaar, bevor sie auch im Einzel beim WDF World Cup gewann, hier mit 4:0 gegen Carina Ekberg aus Schweden. Krönen konnte sie das Jahr mit einem 4:3-Finalerfolg beim World Masters über Crissy Manley.
Diese Siegesserie riss auch bei der BDO World Darts Championship 2004 nicht ab. Tatsächlich gab sie weder gegen ihre Erstrundengegnerin Barbara Lee, noch gegen Karin Krappen im Halbfinale oder Francis Hoenselaar im Finale einen Satz ab und wurde damit zum vierten Mal in Folge Weltmeisterin.
2004 nahm sie erstmals an einem Turnier der Professional Darts Corporation (PDC) teil. Bei der Damenvariante des Las Vegas Desert Classic gewann sie zunächst gegen die Kanadierin Gayl King mit 4:1, bevor sie im Finale nach knappem 6:5-Erfolg über Stacy Bromberg aus den Vereinigten Staaten auch diesen Titel für sich entschied.
Bei der World Darts Trophy gewann Gulliver dann erstmals wieder nicht den Titel. Sie scheiterte im Viertelfinale an Anastassija Dobromyslowa. Im Finale des WDF Europe Cups unterlag sie wieder einmal Francis Hoenselaar. Beim World Masters konnte sie aber gegen ebendiese im Finale den Titel erringen.
Bei der BDO World Darts Championship 2005 gelang Gulliver dasselbe Kunststück wie im vergangenen Jahr. Sowohl gegen Anne Kirk, als auch Crissy Manley und Francis Hoenselaar verlor sie nicht einen Satz und krönte sich zur fünffachen Weltmeisterin.
Ebenfalls erneut gewann Gulliver auch das Las Vegas Desert Classic. Mit 6:1 schlug sie im Finale Deta Hedman. Bei der World Darts Trophy jedoch scheiterte sie im Halbfinale an Karin Krappen und im WDF World-Cup-Finale an Clare Bywaters. Beim World Masters errang Gulliver nach 4:1-Erfolg über Francis Hoenselaar ihren vierten Titel in Folge und den fünften insgesamt.
Damit ging Gulliver erneut als Erstgesetzte in die BDO World Darts Championship 2006. Nach 2:0 gegen Karen Littler und 2:0 gegen Clare Bywaters blieb Gulliver im Finale gegen Francis Hoenselaar im elften Spiel bei der WM in Folge ohne Satzverlust und wurde zum sechsten Mal Darts-Weltmeisterin.
Ebenfalls gewann Gulliver mit 4:2 im Finale den WDF Europe Cup gegen Clare Bywaters, schied jedoch erstmals wieder beim World Masters im Halbfinale aus.
Bei der BDO World Darts Championship 2007 gewann Gulliver mit 2:0 zunächst gegen Carla Molema und dann auch gegen Anastassija Dobromyslowa, bevor im Final ihre Serie aus dreizehn Zu-null-Erfolgen bei der WM riss und sie gegen Francis Hoenselaar in einen entscheidenden dritten Satz gehen musste. Diesen entschied sie jedoch im Last-Leg-Decider für sich und wurde damit siebenfache Weltmeisterin.
Kurz darauf gewann Gulliver die Dutch Open. Beim WDF World Cup schied sie im Achtelfinale aus, auch beim World Masters war vor dem Finale bereits Schluss. Mit 2:4 unterlag sie im Halbfinale Karin Krappen.

### 2008–2015: Zwei weitere WM-Titel
Bei der BDO World Darts Championship 2008 gewann Gulliver ihr Auftaktmatch gegen Julie Gore aus Wales mit 2:1, ein 2:0-Erfolg über Karin Krappen im Halbfinale folgte. Im Finale traf Gulliver dann jedoch auf Anastassija Dobromyslowa und musste sich nach 2:3 und 0:3 mit 0:2 in Sätzen erstmals bei einer WM überhaupt geschlagen geben.
2008 spielte Gulliver dann kaum bei Profiturnieren mit. Erst im Dezember bei der ersten Damenausgabe des Zuiderduin Masters 2008 ging sie wieder an den Start und spielte sich auch direkt ins Finale, in welchem sie der noch eher unbekannten Lisa Ashton unterlag.
Bei der BDO World Darts Championship 2009 konnte sie dann im Viertelfinale gegen Ashton mit 2:0 gewinnen. Auch das Halbfinale gegen Karin Krappen gewann sie mit diesem Ergebnis. Im Finale gab Gulliver dann den ersten Satz mit 2:3 ab, bevor sie sich mit einem 3:0 im zweiten Satz in einen entscheidenden dritten Satz kämpfte. In diesem unterlag sie dann aber 0:3 Francis Hoenselaar, welche damit zum ersten und einzigen Mal einen Weltmeistertitel gewinnen konnte.
2009 gewann Gulliver erneut die Dutch Open und spielte sich beim World Masters zumindest ins Finale, in welchem sie der bis dahin völlig unbekannten Linda Ithurralde mit 3:4 unterlag. Beim Zuiderduin Masters scheiterte Gulliver im Halbfinale an Tricia Wright.
In die BDO World Darts Championship 2010 startete Gulliver als Zweitgesetzte. Hierbei gelang ihr wieder ein lumpenreines Turnier ohne Satzverlust, weder gegen Francis Hoenselaar im Viertelfinale, noch gegen Deta Hedman im Halbfinale oder Rhian Edwards im Finale. Gulliver wurde damit zum achten Mal Weltmeisterin und errang ein Preisgeld von £6.000.
Im September 2010 gewann Gulliver das Finale der British Open mit 3:2 gegen Deta Hedman. Beim WDF Europe Cup schied sie im Halbfinale aus. Das World Masters musste Gulliver bereits im Achtelfinale verlassen. Dafür gewann sie erstmals das Zuiderduin Masters mit 2:1 im Finale gegen Francis Hoenselaar.
Bei der BDO World Darts Championship 2011 war Gulliver damit wieder an eins gesetzt. Sie gewann zunächst gegen die Qualifikantin Wendy Reinstadtler mit 2:0, bevor sie sich im Halbfinale ebenfalls mit 2:0 gegen die damals noch für Russland startende Irina Armstrong durchsetzte. Im Finale gab sie dann gegen Rhian Edwards ebenfalls keinen Satz ab und wurde zum neunten Mal Weltmeisterin.
Zum fünften Mal gewann Gulliver außerdem die Dutch Open, indem sie mit 5:2 Julie Gore schlagen konnte. Im Juli gewann sie außerdem das British Classic nach Finalerfolg über Lorraine Farlam. Beim World Masters unterlag Gulliver im Finale mit 1:4 Lisa Ashton. Ebenfalls das Finale verlor sie bei den British Open, diesmal gegen Lorraine Farlam. Eine Woche später siegte Gulliver beim WDF World Cup knapp mit 7:6 über Julie Gore. Überraschend scheiterte Gulliver dafür beim Zuiderduin Masters 2011 in der neu geschaffenen Vorrunde ohne ein Spiel gegen Anastassija Dobromyslowa oder Deta Hedman zu gewinnen.
Bei der BDO World Darts Championship 2012 siegte Gulliver zunächst mit 2:0 gegen Lisa Ashton, schied dann aber erstmals überhaupt im Halbfinale aus. Nach einer 0:2-Niederlage gegen Anastassija Dobromyslowa verpasste Gulliver zum ersten Mal nach elf Ausgaben in Folge das Finale.
Im März 2012 unterlag sie Lorraine Farlam im Finale der Welsh Masters. Im August gewann sie dafür die Belgium Open und die Swedish Open. Beim World Masters verlor sie dafür im Achtelfinale gegen Claire Brookin. Mit 6:7 unterlag sie außerdem im Finale des WDF Europe Cup der Belgierin Patricia de Peuter.
Bei der BDO World Darts Championship 2013 siegte Gulliver im Viertelfinale mit 2:0 über Julie Gore, bevor sie zum zweiten Mal in Folge im Halbfinale Anastassija Dobromyslowa unterlag, diesmal mit 1:2.
2013 nahm Gulliver dann an über zwanzig Profiturnieren teil. Zunächst gewann sie wieder einmal die Dutch Open nach Finalerfolg über Lorraine Farlam. Im Finale der BDO International Open unterlag sie mit 2:5 Deta Hedman. Dafür gewann sie die England National Championships.
Ebenfalls das Finale verlor Gulliver bei den Swedish Open, dem England Matchplay, dem England Classic sowie den British Open. Beim World Masters schied sie sogar im Viertelfinale nach 2:4-Niederlage gegen Aileen de Graaf aus.
Beim Zuiderduin Masters gewann Gulliver zwar gegen Sharon Prins, verlor aber dafür gegen Aileen de Graaf und musste das Turnier damit als Gruppenzweite verlassen.
Bei der BDO World Darts Championship 2014 nahmen erstmals 16 Spielerinnen teil. Trina Gulliver war davon die Zweitgesetzte. Zum ersten Mal musste sie sich bei der WM in ihrem ersten Spiel direkt geschlagen geben. Gegen Tamara Schuur aus den Niederlanden gewann Gulliver nur ein Leg.
Bei der Erstaustragung der BDO World Trophy verlor Gulliver bereits in Runde eins mit 3:4 gegen Dee Bateman.
Im Juli 2014 gewann Gulliver den BDO Gold Cup gegen Nikki Furse, es blieb jedoch der einzige größere Titel in diesem Jahr. Mehrfach schied sie erst im Finale aus, so zum Beispiel beim Scottish Classic oder beim England Matchplay. Beim World Masters unterlag sie im Viertelfinale Rachel Brooks.
Bei der BDO World Darts Championship 2015 gewann Gulliver in Runde eins ohne Legverlust gegen Anneke Kuijten, konnte danach aber selbst keines gegen Lisa Ashton gewinnen und schied somit im Viertelfinale aus.
Wie im Vorjahr scheiterte Gulliver bei der BDO World Trophy bereits in Runde eins. Diesmal verlor sie mit 2:4 gegen Deta Hedman.
Im April 2015 gewann Gulliver die Lincolnshire Open. Bei den England Open musste sich Gulliver im Finale gegen Fallon Sherrock geschlagen geben. Mehrere Viertel- und Halbfinalteilnahmen folgten bis zur Finalteilnahme bei den Northern Ireland Open, bei der Gulliver Deta Hedman unterlag. Zuvor scheiterte sie beim World Masters im Achtelfinale. Beim Finder Darts Masters schied Gulliver zum dritten Mal in der Vorrunde aus. Sie verlor gegen Aileen de Graaf und Fallon Sherrock.

### 2016 bis heute: Titelflaute bis zum Ende der BDO
Bei der BDO World Darts Championship 2016 startete Gulliver als Nummer 8 der Weltrangliste ins Turnier. Bereits die erste Runde überstand Gulliver erst im Last-Leg-Decider gegen Dee Bateman. Ebenfalls mit 2:1 gewann sie dann gegen Lisa Ashton im Viertelfinale. Auch im Halbfinale konnte sich Gulliver mit 2:1 gegen Aileen de Graaf durchsetzen und stand damit erstmals seit 2011 wieder im Finale der Weltmeisterschaft. Hierbei traf sie auf Deta Hedman, gegen die Gulliver mit 1:2 zurücklag, sich aber noch einmal herankämpfte und den fünften und letzten Satz mit 3:0 gewann. Damit sicherte sich Gulliver ihren zehnten und bisher letzten Weltmeistertitel. Mit £12.000 bescherte ihr dieser Sieg so viel Preisgeld wie noch nie bei der BDO.
Im darauffolgenden Jahr erspielte sich Gulliver wieder mehrere Viertel- und Halbfinals. So auch bei der BDO World Trophy, wo sie zunächst mit 4:3 gegen Paula Jacklin gewann, bevor sie im Viertelfinale gegen Deta Hedman mit 1:5 ausschied. Ins Finale kam sie außerdem beim World Masters. Nachdem sie bereits Aileen de Graaf und Vicky Pruim geschlagen hatte, gelang ihr dies auch mit einem 5:2-Erfolg über Deta Hedman, womit sie zum sechsten Mal (und zum ersten Mal seit 2005) das traditionsreiche Turnier für sich entscheiden konnte.
Bei der BDO World Darts Championship 2017 war Gulliver an Nummer 6 gesetzt. Sie gewann ihr Auftaktmatch mit 2:0 gegen Claire Brookin, schied dann jedoch mit 1:3 und 2:3 gegen Aileen de Graaf aus.
Bei den Bruges Open Kai unterlag sie im Finale Deta Hedman, bei der BDO World Trophy verlor sie nach ihrem Erstrundensieg über Maria O’Brien gegen Anca Zijlstra. Beim World Masters scheiterte sie im Viertelfinale an Tricia Wright. Ein Finale konnte sie noch bei den Czech Open erreichen, ansonsten blieb sie erstmals seit 2008 ohne großen Titel.
Bei der BDO World Darts Championship 2018 gewann Gulliver das erste Spiel mit 2:1 gegen Vicky Pruim. Auch im Halbfinale siegte sie, diesmal mit 2:0 gegen Aileen de Graaf, wobei Gulliver nur ein Leg abgab. Gegen Anastassija Dobromyslowa blieb sie jedoch ohne Satzgewinn.
Im Juni bei der BDO World Trophy verlor Gulliver mit 3:4 bereits im Achtelfinale gegen Anca Zijlstra. Beim World Masters scheiterte Gulliver im ersten Spiel an Kirsi Viinikainen mir 2:4. Eine Finalteilnahme blieb im Jahr 2018 aus.
Bei der BDO World Darts Championship 2019 gewann Gulliver in der ersten Runde im Last-Leg-Decider gegen die Polin Karolina Podgórska. Im Viertelfinale verlor sie dann jedoch gegen Lorraine Winstanley mit 0:2.
Bei der letzten ausgetragenen BDO World Trophy gewann Gulliver gegen Casey Gallagher kein Leg. Auch beim World Masters schied Gulliver im ersten Spiel aus. 1:4 lautete das Ergebnis gegen die Deutsche Lisa Zollikofer.
Die Teilnahme an der letzten BDO-Weltmeisterschaft im Januar 2020 musste Gulliver gesundheitsbedingt absagen. Das darauffolgenden Jahr war durch die COVID-19-Pandemie geprägt, welche den Damendartkalender bei der World Darts Federation (WDF) bis zum Sommer 2021 komplett aussetzte. Zudem wurde die BDO im Sommer 2020 liquidiert.
Bei den England National Singles im September 2021 war Gulliver wieder am Start. Sie kam ins Achtelfinale, welches sie mit 2:4 gegen Beau Greaves verlor. Bei den England Open kam sie ins Viertelfinale.
Ende September und Ende Oktober spielte Gulliver bei der PDC Women’s Series 2021 mit. Bestes Ergebnis waren drei Halbfinale bei Turnier 4, Turnier 10 und Turnier 11 in der Rangliste belegte sie schließlich Platz 8, was sie dazu berechtigt, die PDC Qualifying School 2022 zu spielen, ohne ein Startgeld entrichten zu müssen. Am 6. Januar 2022 wurde bekannt, dass sie für die Q-School gemeldet ist. Dort nahm sie jedoch nur am zweiten Tag teil und verlor ihr erstes Match, womit sie ohne Punktgewinn in der First Stage ausschied.
Im Februar 2022 spielte Gulliver die World Seniors Darts Championship. Dabei gelang ihr im ersten Spiel gegen Robert Thornton nur der Gewinn eines einzigen Legs. Mit 0:3 schied sie somit aus dem Turnier aus. Im April gelang Gulliver dann ein Turniersieg auf der PDC Women’s Series. Beim Turnier Nummer fünf schlug sie im Finale Laura Turner mit 5:1.
Beim World Seniors Darts Masters gelang ihr gegen Richie Howson ein Satzgewinn, was jedoch nicht reichte, um ein Spiel zu gewinnen. Gulliver verlor 1:4. Kurz darauf spielte sie die Dutch Open, wo sie früh gegen Monique Leßmeister ausschied. Im Doppel schafften sie und Paula Jacklin es zusammen ins Viertelfinale. Ein Viertelfinale erreichte Gulliver noch auf der Women’s Series, ansonsten spielte sie kaum Turniere in der zweiten Jahreshälfte.
Anfang Februar 2023 ging Gulliver erneut bei der World Seniors Darts Championship an den Start. Im Erstrundenspiel gegen Dennis Harbour gewann sie zwei Legs, was jedoch nicht für einen Satzgewinn reichte. Gulliver schied mit 0:3 aus.

## Weltmeisterschaftsresultate

### BDO
- 2001: Siegerin (2:1-Sieg gegen  Mandy Solomons)
- 2002: Siegerin (2:1-Sieg gegen  Francis Hoenselaar)
- 2003: Siegerin (2:0-Sieg gegen  Anne Kirk)
- 2004: Siegerin (2:0-Sieg gegen  Francis Hoenselaar)
- 2005: Siegerin (2:0-Sieg gegen  Francis Hoenselaar)
- 2006: Siegerin (2:0-Sieg gegen  Francis Hoenselaar)
- 2007: Siegerin (2:1-Sieg gegen  Francis Hoenselaar)
- 2008: Finale (0:2-Niederlage gegen  Anastassija Dobromyslowa)
- 2009: Finale (1:2-Niederlage gegen  Francis Hoenselaar)
- 2010: Siegerin (2:0-Sieg gegen  Rhian Edwards)
- 2011: Siegerin (2:0-Sieg gegen  Rhian Edwards)
- 2012: Halbfinale (0:2-Niederlage gegen  Anastassija Dobromyslowa)
- 2013: Halbfinale (1:2-Niederlage gegen  Anastassija Dobromyslowa)
- 2014: 1. Runde (0:2-Niederlage gegen  Tamara Schuur)
- 2015: Viertelfinale (0:2-Niederlage gegen  Lisa Ashton)
- 2016: Siegerin (3:2-Sieg gegen  Deta Hedman)
- 2017: Viertelfinale (0:2-Niederlage gegen  Aileen de Graaf)
- 2018: Halbfinale (0:2-Niederlage gegen  Anastassija Dobromyslowa)
- 2019: Viertelfinale (0:2-Niederlage gegen  Lorraine Winstanley)

### WSDT
- 2022: Achtelfinale (0:3-Niederlage gegen  Robert Thornton)
- 2023: 1. Runde (0:3-Niederlage gegen  Dennis Harbour)
- 2024: 1. Runde (1:3-Niederlage gegen  John Henderson)
- 2025: 1. Runde (1:3-Niederlage gegen  Ross Montgomery)